# Pedro Pablo Oliva
Pedro Pablo Oliva Rodríguez (Pinar del Río, Cuba, 15 de enero de 1949) es un pintor cubano, considerado uno de los máximos exponentes de la pintura de su país.
Pertenece a la UNEAC (Unión Nacional de Escritores y Artistas de Cuba) y de la AIAP (Asociación Internacional de Artes Plásticas).

## Biografía
Oliva estudió Pintura desde 1961 a 1964 en la Escuela Taller de Artes Plásticas y Aplicadas de Pinar del Río. Posteriormente cursa la especialidad de Pintura y Dibujo en la Escuela Nacional de Arte de Cuba de La Habana (Cubanacán) donde se gradúa en 1970.
Desde 1974 ha realizado exposiciones individuales y colectivas tanto en Cuba como internacionales. Sus obras forman parte del Museo Nacional de Bellas Artes de Cuba, Consejo Nacional de las Artes Plásticas de Cuba, Biblioteca Nacional José Martí, La Habana, Museo de la Cerámica, La Habana, Colección Teatro Nacional de Cuba, La Habana, Museo de Arte Pinar del Río, Cuba, Museo Bacardi, Santiago de Cuba, Museo de Arte de San Diego, California, EE. UU. Sede de la FAO, Roma, Italia. Fundación Oswaldo Guayasamín, Quito, Ecuador. y de colecciones privadas en países como Canadá, Francia, Italia, España, Brasil, Suiza, México, Alemania y Estados Unidos. entre otros.
En 1998 Oliva fundó y financió la Casa-Taller de Pedro Pablo Oliva en Pinar del Río, con el objetivo de promover el arte, literatura y cultura de su provincia natal, labor por la cual ha recibió numerosos reconocimientos por parte de varias instituciones en Cuba.

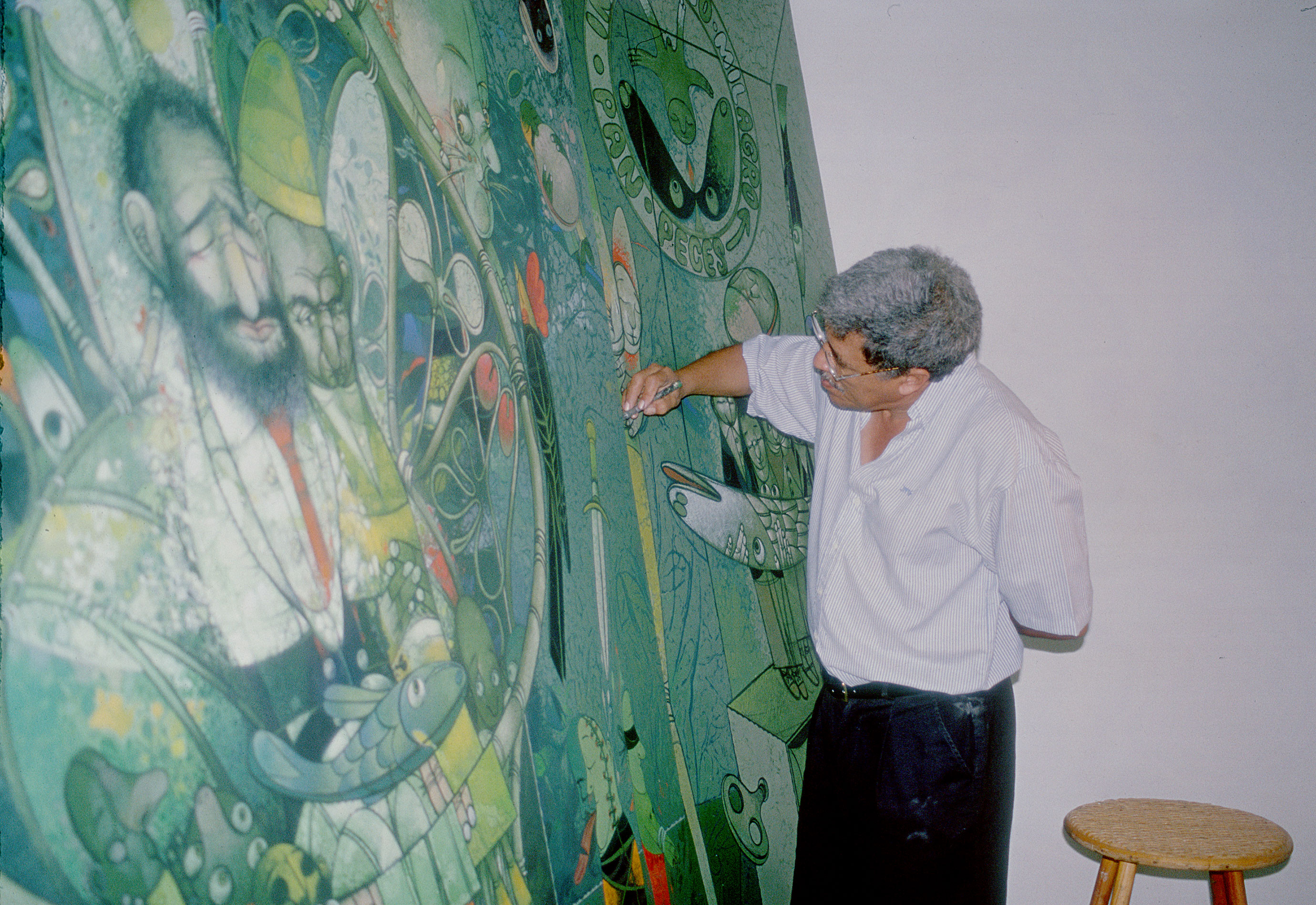
Pedro Pablo Oliva pintando El inconcluso milagro del pan y los peces, 1998, La Habana Vieja

Pedro Pablo Oliva se cuenta entre los creadores más sobresalientes en la escena del arte cubano de todos los tiempos. Su mirada hacia la realidad se conjuga con sensibilidad, imaginación y sentido ético forjando una obra versátil y audaz, comprometida con su tiempo y abundante en maestría técnica, hondura emocional y coherencia conceptual. Con ella desbordó el marco ideológico y estético de la "generación de la esperanza cierta" en los años 70 para involucrarse en la realidad social, cultural y política de su país desde una perspectiva continuamente renovada y personal.
Según la crítica y curadora cubana Hortensia Montero "En su afán por reflejar lo cotidiano, la obra de Pedro Pablo Oliva constituye un ejercicio de reflexión ética a partir de mitificar las vivencias y desacralizar los falsos mitos. Desde una proyección crítica y problematizadora de los conflictos del individuo inmerso en la sociedad, su irremediable vocación filosófica escudriña en los valores del ser humano abordado con una estética de profundas raíces éticas. Su humor crítico y la imaginería mágica de su lenguaje neofigurativo le distinguen basado en las tensiones entre lo bello y lo feo junto a lo cómico y lo trágico para, desde un sentimiento enjuiciador, remitirnos a la lujuria, la indiferencia, la placidez, la doble moral y otras cuestiones que atañen al hombre."
Su obra "El Gran Apagón" (1994) está considerada uno de los iconos de la plástica cubana. En ella recrea el estado de incertidumbre de la isla durante los años 90, en el llamado Período Especial en Cuba, posterior a la caída del campo socialista.
En el año 2000 expone en "Quiero pintar en paz...", "El inconcluso milagro del pan y los peces" en la galería Acacia de La Habana, crónica de la visita de Juan Pablo II a Cuba.
A partir del año 2003 comienza a realizar una serie de retratos de Fidel Castro, bajo el título El Gran Abuelo, donde intenta brindar una imagen personal e íntima, del líder de la Revolución Cubana y entonces presidente de Cuba, hasta ahora inédita en el panorama del arte cubano actual.

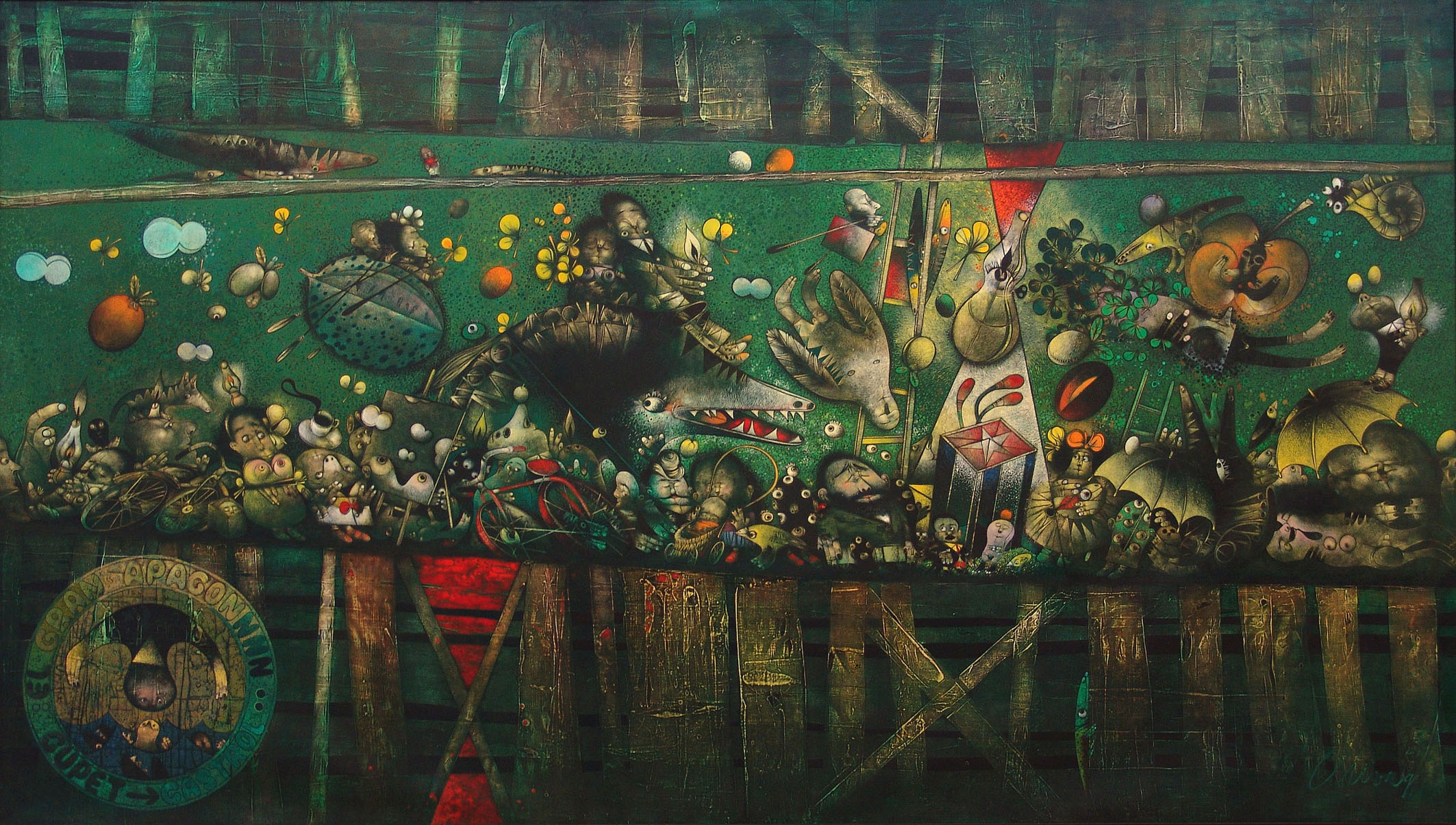
El gran apagón, de la serie Refugios, 1994, 298 x 526 cm, óleo/tela

En 2011 fue destituido como delegado de Asamblea del Poder Popular en la provincia de Pinar del Río, por violación de su código de ética. La destitución fue motivada por la publicación de una carta suya en el blog de la ciberactivista Yoani Sánchez y por las declaraciones que hizo al periodista Edmundo García en su programa radial La tarde se mueve de Miami (Estados Unidos), donde abogaba por la libertad de expresión y de pensamiento político en la isla.
En los últimos años, continúa trabajando en Cuba. Dentro de sus últimas exposiciones se encuentra en el 2014 "Utopías y Disidencias" en su estudio de arte en Pinar del Río, y posteriormente durante la 10.ª Bienal de La Habana en su estudio en La Habana Vieja.
Desde el 2005 viene incursionando en la escultura en bronce como nueva forma de expresión.

## Premios y reconocimientos
Oliva ha recibido importantes reconocimientos y distinciones por su obra, entre ellos:
- Distinción por la Cultura Nacional, otorgada por el Consejo de Estado de Cuba en 1987.
- Medalla Alejo Carpentier, otorgada por el Consejo de Estado de Cuba en 1994.
- Medalla de los Miembros de Honor de la Organización para la Agricultura y la Alimentación (FAO), Roma, Italia, en 1997.

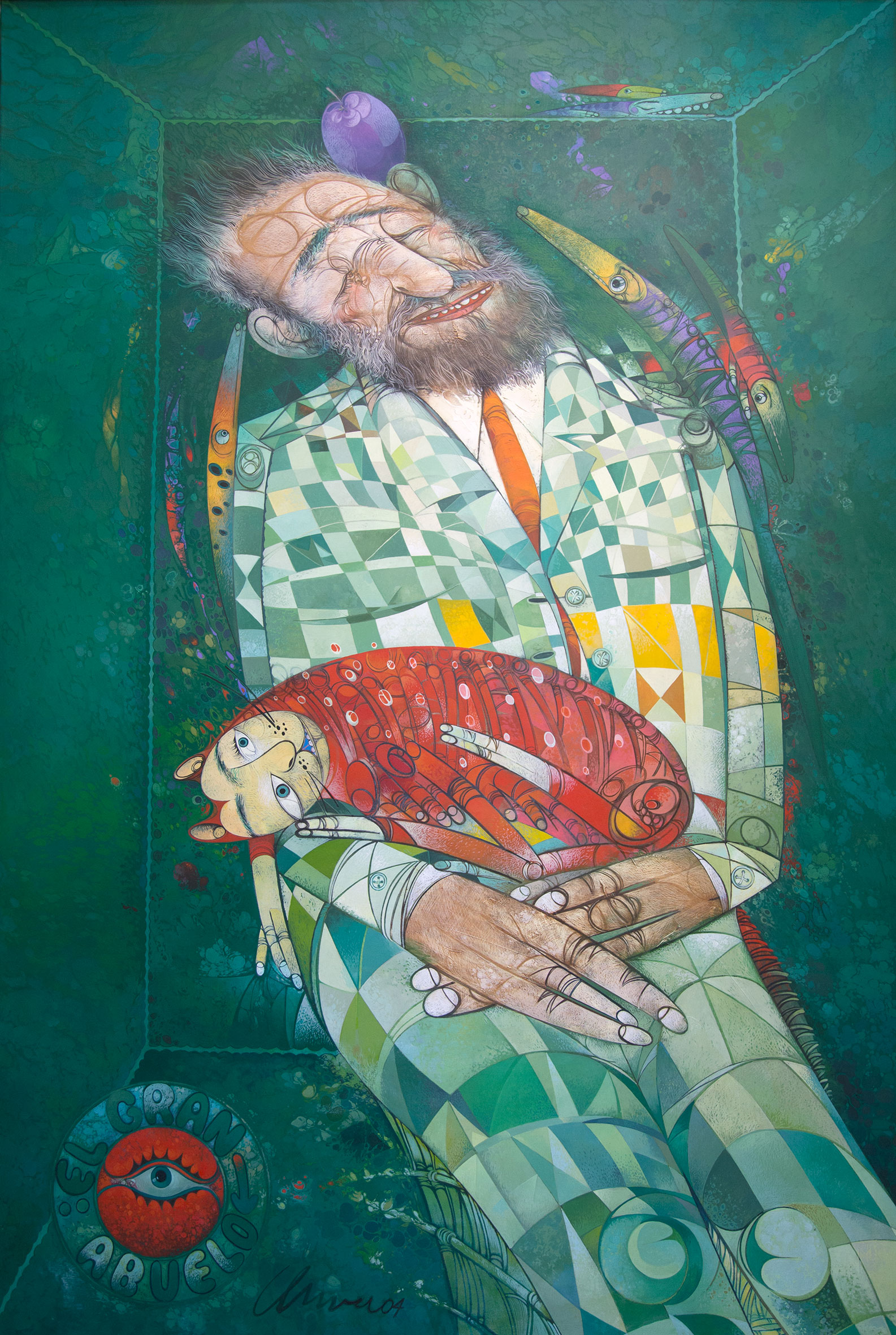
El Gran Abuelo de la serie El Gran Abuelo, 2004, 238 x 164 cm, óleo/tela,

- El Gran Abuelo de la serie El Gran Abuelo, 2004, 238 x 164 cm, óleo/tela,Premio Nacional de Artes Plásticas, otorgado por el Consejo Nacional de las Artes Plásticas y el Ministerio de Cultura de Cuba en 2006.